# 河北大街站
河北大街站是一个位于天津市红桥区三条石街道三条石大街与河北大街交叉口，属于天津地铁在建4号线的地铁车站。

## 车站结构
河北大街站位于三条石大街与河北大街交叉口，沿河北大街设置，呈东西走向，为地下二层岛式站台车站，車站長279.75米，寬22.8米
，车站地下一层为站厅层，地下二层为站台层，站台设置全高站台门。
| 地面              | 出入口 | 出入口                                                                                                |
| 地下一层          | 站厅   | 客服中心、自动售票机、验票机                                                                          |
| 地下三层          | 站台   | \| \| \| █ 4号线往小街（西站） \| \| 島式 · 開左邊车门 \| \| \| \| \| \| █ 4号线往新興村（东北角） \| |
|                   |        | █ 4号线往小街（西站）                                                                                 |
| 島式 · 開左邊车门 |        | |
|                   |        | █ 4号线往新興村（东北角）                                                                             |

## 车站出口
河北大街站建設4个出入口，各出口及周围设施如下所示：
|                                      |      |      |              |
| 出口编号                             | 照片 | 地点 | 可到达目的地 |
| 出口 · A · 扶手电梯标志              |      |      |              |
| 出口 · B · 升降机标志 · 扶手电梯标志 |      |      |              |
| 出口 · C · 扶手电梯标志              |      |      |              |
| 出口 · D · 扶手电梯标志              |      |      |              |
| 註： 設有 \| 設有扶手電梯            |      |      |              |

## 换乘交通
| 接駁交通列表       |
| ------------------ |
| \| 公共汽车线路 \| |
| 公共汽车线路       |